# Маоам

Логотип Maoam, 2022 рік.

Maoam — бренд солодощів німецької кондитерської компанії Haribo,   що спеціалізується на виробництві жувальних цукерках з різними смаками. Упаковка цукерок Maoam зазвичай включає п’ять штук певного смаку. Maoam містить желатин.  